# Berufsverband für Funktionelle Osteopathie
Der Berufsverband   für Funktionelle Osteopathie e. V. (bvFO e.V.) wurde 2012 als Standesvertretung der funktionell ausgerichteten Osteopathen in Berlin gegründet. Er verfolgt diese Ziele laut seiner Satzung:
- die Verbreitung der Anwendung der Funktionellen Osteopathie durch Physiotherapeuten, Heilpraktiker und Ärzte
- die Etablierung berufsspezifischer Fortbildungsstandards, die durch die privaten und gesetzlichen Krankenkassen anerkannt werden
- die Interessen der  Funktionellen Osteopathie und der sie ausübenden Therapeuten zu vertreten, um eine weit gehende Anerkennung durch öffentliche Verbände und Leistungsträger zu erreichen
- dadurch soll die Funktionelle Osteopathie der breiten Öffentlichkeit zugänglich werden.

Die ordentlichen Mitglieder des Verbands haben eine vom bvFO e.V. standardisierte osteopathische Fortbildung durchlaufen, die sie auch als Leistungsträger für bestimmte Gesetzliche Krankenkassen qualifiziert. Die Kriterien für diesen Fortbildungsstandard leitet der bvFO e.V. aus den Ausbildungsstandards der Weltgesundheitsorganisation (WHO) her. Mitglieder des Verbands, die Heilpraktiker oder Ärzte sind, führen die Dienstleistungsmarke Osteopath F.O., die nicht zu verwechseln ist mit einem akademischen Titel.